# Mydrosoma brooksi
Mydrosoma brooksi là một loài Hymenoptera trong họ Colletidae. Loài này được Michener mô tả khoa học năm 1986.